# Bầu nhụy

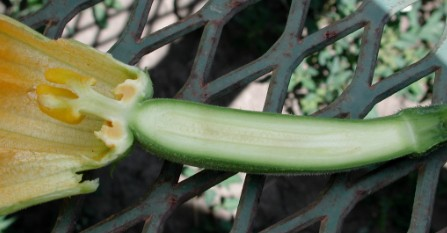
Phần bổ dọc của hoa bí cái cho thấy nhụy (=bầu nhụy+vòi nhụy+đầu nhụy), noãn, và cách hoa. Cánh hoa và đài hoa ở bên trên bầu nhụy; loài hoa này bầu nhụy nằm ở bên dưới, gọi là bầu hạ.

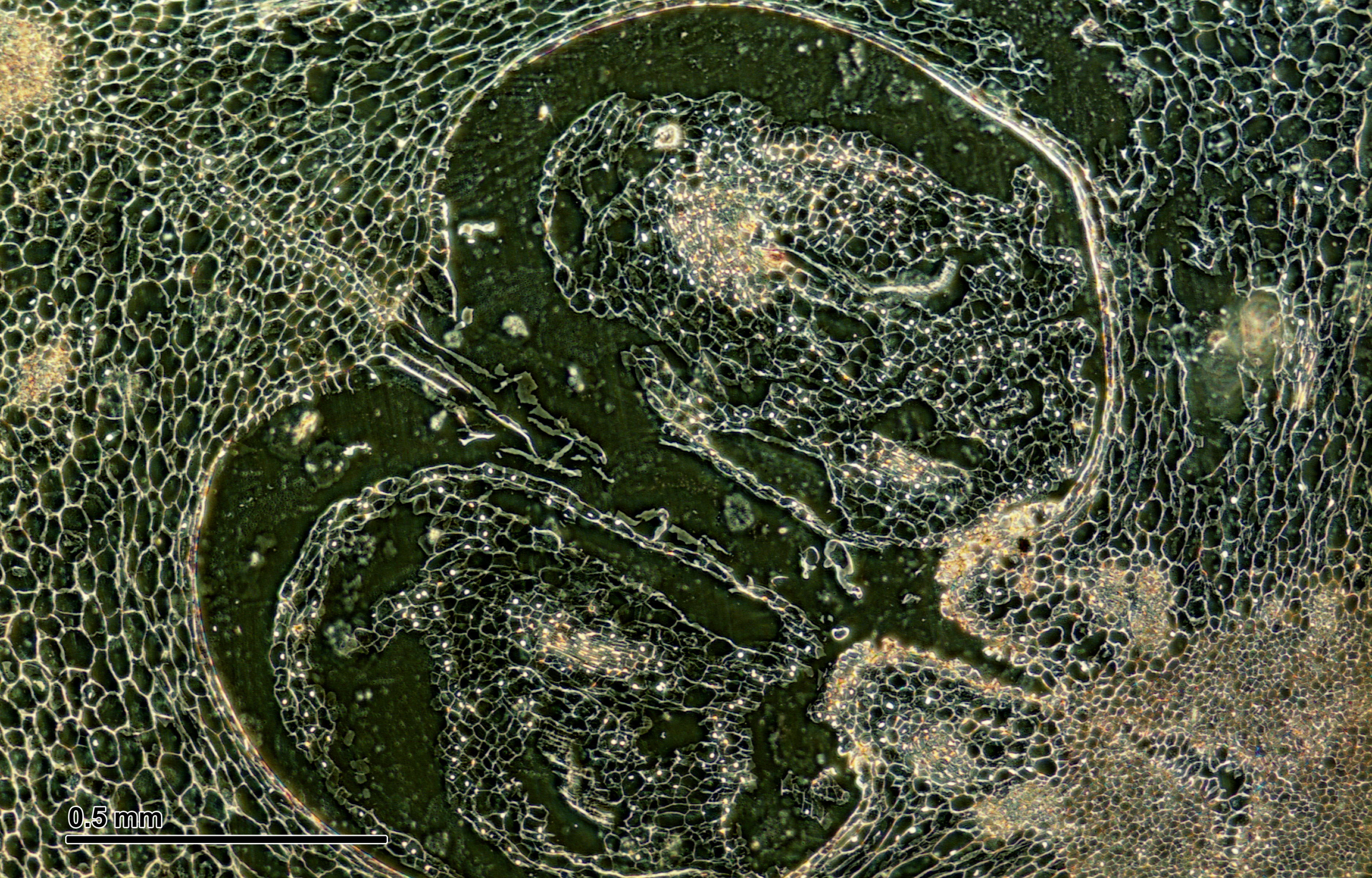
Bầu nhụy hoa Tulip

Trong các loài thực vật có hoa, bầu nhụy là một bộ phận thuộc cơ quan sinh sản cái của bông hoa, hay còn gọi là bộ nhụy. Cụ thể hơn, nó là một phần của nhụy chứa noãn và nằm ở vị trí bên trên hoặc bên dưới hoặc tại ví trí kết nối với đế của cánh hoa và lá đài. Nhụy có thể được cấu tạo từ một lá noãn hoặc nhiều lá noãn hợp lại (hai lá noãn hoặc ba lá noãn), và do đó bầu nhụy có thể chứa một phần của một lá noãn hoặc nhiều phần của nhiều lá noãn hợp lại. Bên trên bầu nhụy là vòi nhụy và đầu nhụy, là nơi phấn hoa đáp xuống và nảy mầm để phát triển xuống xuyên qua vòi nhụy tới bầu nhụy, và, với mỗi hạt phấn riêng biệt, thụ phấn cho mỗi noãn riêng biệt. Một số loài hoa thụ phấn nhờ gió có bầu nhụy biến đổi và nhỏ hơn nhiều.

## Quả
Quả là một hay nhiều bầu nhụy đã chín—cùng với hạt—từ một hay nhiều bông hoa. Quả của một cây chịu trách nhiệm việc phân tán hạt chứa phôi và đồng thời có nhiệm vụ bảo vệ hạt. Ở nhiều loài, quả có thể có các mô bao quanh, hoặc được phân tán với một số mô không phải quả.

## Cấu tạo của bầu nhụy

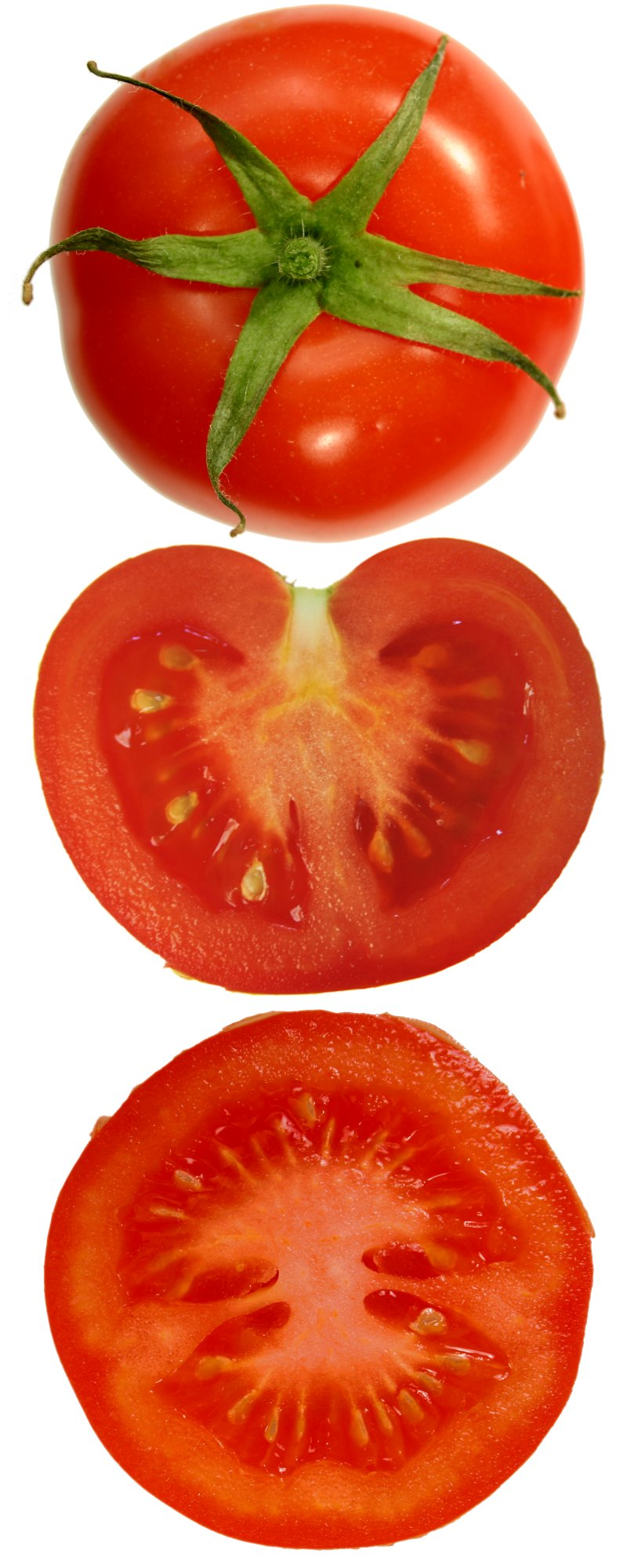
Hạt của quả cà chua mọc từ khu vực nhau thai ở bên trong bầu nhụy (Đây là kiểu đính noãn trung trụ ở loại quả hai ô.)

Các ô là các khoang bên trong bầu nhụy của hoa và quả. Các ô chứa noãn (hạt), và có thể hoặc có thể không bị lấp đầy bởi thịt quả. Tùy thuộc vào số lượng ô bên trong bầu nhụy mà quả có thể phân loại thành quả một ô, hai ô, ba ô, hoặc nhiều ô. Một số thực vật có vách giữa các lá noãn; số lượng ô hiện diện trong một bộ nhụy có thể bằng hoặc ít hơn số lượng lá noãn, phụ thuộc vào liệu có tồn tại vách ngăn hay không.
Các noãn được đính vào các thành bên trong của bầu nhụy, gọi là nhau thai. Khu vực nhau thai có thể xảy ra ở nhiều vị trí, tương ứng với những phần của lá noãn tạo thành bầu nhụy. Tồn tại một nút bịt ở bầu nhụy đối với một số loại thực vật, gần lỗ noãn của mỗi noãn. Nó là một bộ phận mọc dài ra của nhau thai, quan trọng trong việc nuôi dưỡng và dẫn đường cho ống phấn tới được lỗ noãn.
Bầu nhụy của một số loại quả thì nứt ra; thành của bầu nhụy tách ra thành các phần gọi là van. Không có mối tương quan tiêu chuẩn nào giữa van và vị trí của các vách; van có thể rời ra bằng cách tách các vách ra hoặc bằng cách đâm xuyên qua chúng, hoặc bầu nhụy có thể mở ra bằng cách khác ví dụ như thông qua các lỗ hoặc nhờ phần mũ rụng ra.

## Phân loại dựa trên vị trí

Điểm dính trên bầu nhụy:
I-bầu thượng, II-bầu trung, III-bầu hạ;
a-bộ nhị, g-bộ nhụy, p-cánh hoa, s-đài hoa, r-đế hoa.
Điểm dính là nơi a, p, và s gặp nhau.

Thuật ngữ chỉ vị trí của bầu nhụy được quyết định bởi điểm dính, nơi các phần khác của hoa (bao hoa và bộ nhị) cùng tới và dính vào bề mặt bầu nhụy. Nếu bầu nhụy nằm ở vị trí bên trên điểm dính thì gọi là bầu thượng; nếu bên dưới thì gọi là bầu hạ. Nếu ở giữa thì gọi là bầu trung.

### Bầu thượng
Bầu thượng là một bầu nhụy dính vào đế hoa ở bên trên phần đính vào của các bộ phận khác của hoa. Bầu thượng có thể tìm thấy trong các loại quả thịt như quả mọng, quả hạch... Một bông hoa với sự sắp xếp này được gọi là hoa dưới bầu. Ví dụ về loại bầu nhụy này bao gồm legume (các loại đậu và họ hàng của nó).